# Arizona (Honduras)
Arizona is een gemeente (municipio) (gemeentecode 0108) in het departement Atlántida in Honduras. De gemeente grenst aan de Atlantische Oceaan; de inwoners leven hoofdzakelijk van veeteelt, bosbouw en visserij.

## Bevolking
De bevolking is als volgt verdeeld:
| Vrouwen | 12351 | 50,7% |
| Mannen  | 11994 | 49,3% |

## Dorpen
De gemeente bestaat uit 27 dorpen (aldea), waarvan de grootste qua inwoneraantal: Arizona (code 010801) en  Mezapita (010819).